# Salix riskindii
Salix riskindii là một loài thực vật có hoa trong họ Liễu. Loài này được M.C. Johnst. miêu tả khoa học đầu tiên năm 1981.